# Projekt „Fialové piano“
Projekt „Fialové piano“ (v anglickém originále The Purple Piano Project) je první epizoda třetí série amerického hudebního televizního seriálu Glee a v celkovém pořadí čtyřicátá pátá epizoda. Napsal ji jeden z tvůrců seriálu, Brad Falchuk, režíroval ji Eric Stoltz a poprvé se vysílala dne 20. září 2011 ve Spojených státech na televizním kanálu Fox. Obsahuje začátek nového školního roku na střední škole Williama McKinleyho a školního sboru New Directions. Někteří členové se sboru odešli a tak musí přijít noví, aby se naplnily počty. Blaine Anderson (Darren Criss), přítel Kurta Hummela (Chris Colfer) přestupuje z Daltonovy akademie na McKinleyovu střední a Mercedes Jones získává nového přítele. Sue Sylvester se chce dostat do Kongresu Spojených států amerických.
Epizoda získala smíšené až pozitivní recenze, s příznivými reakcemi zaměření se na klíčové postavy seriálu, ačkoliv několik recenzentů shledalo v epizodě nedostatek celkového nadšení. Zápletka s Kurtem a Rachel Berry (Lea Michele) a jejich poznání Harmony (Lindsay Pearce), si získalo chválu pro všechny tři postavy. Hudební vystoupení byly většinou dobře přijaty a mashup "Anything Goes" / "Anything You Can Do", který zpívala Pearce byl široce uznávaný. Pět cover verzí bylo vydáno jako singly a tři z nich se umístily v žebříčkách Billboard Hot 100 a Canadian Hot 100. V původním vysílání epizodu sledovalo celkem 9,21 milionů amerických diváků a získala 4,0/11 Nielsenova ratingu/podílu ve věkové skupině od osmnácti do čtyřiceti devíti let. Celková sledovanost a rating epizody šly výrazně dolů, na rozdíl od předchozí epizody s názvem New York.

## Děj epizody
Je tu nový rok pro střední školu Williama McKinleyho. Vedoucí sboru New Directions, Will Schuester (Matthew Morrison) a školní výchovná poradkyně Emma Pillsbury (Jayma Mays) nyní společně sdílí byt a postel. Sue Sylvester (Jane Lynch), trenérka školních roztleskávaček Cheerios, má v plánu jít do Kongresu, ale podle průzkumu veřejného mínění se jí daří špatně. Člen sboru Mike Chang (Harry Shum mladší) je tento rok již maturant, zatímco členové Tina Cohen-Chang (Jenna Ushkowitz) a Artie Abrams (Kevin McHale) jsou ve třetím ročníku. Hlavní zpěvák sboru a letošní maturant, Finn Hudson (Cory Monteith), nemá potuchy, co by chtěl v budoucnosti dělat. Mercedes Jones (Amber Riley) má nového přítele (LaMarcus Tinker); její bývalý přítel Sam Evans (Chord Overstreet) se přestěhoval do jiného státu. Tři členové New Directions ze sboru odešli: Sam, Lauren Zizes (Ashley Fink), která se také rozešla s Puckem (Mark Salling) a Samova bývalá přítelkyně, Quinn Fabray (Dianna Agron), která se vrátila jako úplně proměněná s růžovými vlasy, kroužkem v nose a tetováním; začala kouřit a přátelit se se skupinou vyloučených dívek nazvanou Skanks. Odmítá se vrátit do roztleskávaček i do sboru.
Aby přilákal nové členy, tak Will umístí několik fialových pian po celé škole a povzbudí sbor, aby si zazpívali, kdykoliv nějaké uvidí. Když Mike a Tina hrají na jedno z nich v hale, Sue je přeruší, když pomocí kleští zničí klavírní struny. Za to ji pochválí učitelka nesnášející umění (Barbara Tarbuck) a slibuje ji, že ji bude volit. Inspirovaná Sue jde do televize a slibuje, že když bude zvolena, tak zruší všechny umělecké programy na státních školách a státní fond na podporu umění, dokud se všichni studenti nedostanou nad známkový průměr. finanční prostředky pro umělecké kroužky na středních školách ní na školách. Učiní Santanu Lopez (Naya Rivera) a Becky Jackson (Lauren Potter) kapitánkami roztleskávaček, i přes jejich vzájemné znechucení a dostane jejich slib, že jí pomůžou k sabotáži sboru. Poté, co New Directions vystupují s písní "We Got the Beat" ve školní jídelně, Becky začne bitvu s jídlem, která je mířena na členy sboru. Následující oběd se Sugar Motta (Vanessa Lengies) uchází o místo ve sboru, ale zpívá falešně a netrefuje se do tónů. Zoufalý Will nakonec Sugar odmítne, ale přijme nového studenta, když Kurt Hummel (Chris Colfer) přesvědčí svého přítele Blaina Andersona (Darren Criss), aby přestoupil z Daltonovy akademie na McKinleyho střední.
Kurt a Rachel jsou na konzultaci u Emmy ohledně jejich plánů navštěvovat vysokou školu v New Yorku. Emma navrhuje, že by měli zvážit tamní školu pro dramatická umění a Kurt a Rachel navštíví "mixer" v Ohiu, kde jsou studenti, kteří se chtějí hlásit na tuto vysokou školu. Kurt a Rachel si společně nacvičí hudební číslo "Ding-Dong! The Witch Is Dead" a očekávají, že s tímto výkonem ohromí ostatní studenty, ale místo toho Kurta a Rachel zastraší jejich výkon v mashupu "Anything Goes" a "Anything You Can Do", který vede Harmony (Lindsay Pearce). Ačkoliv jsou oba otřeseni, slibují si, že budou pokračovat.
Blaine zpívá "It's Not Unusual" velkému davu na školním dvoře a jako tanečnice se k němu připojí roztleskávačky, které vede Santana. Při konci čísla roztleskávačky krouží kolem fialového piana a polijí ji jakousi kapalinou. Quinn hodí svou zapálenou cigaretu na piano a to okamžitě začne hořet. Will řekne Santaně, že kvůli její sabotáži je vyloučena z New Directions. Rachel následnou škodu rozdělí tím, že zazpívá úvod k písni "You Can't Stop the Beat" a zbytek sboru ji zpívá v posluchárně, zatímco je Quinn tajně sleduje zpovzdálí.

## Seznam písní
- "We Got the Beat"
- "Big Spender"
- "Ding-Dong! The Witch Is Dead"
- "It's Not Unusual"
- "Anything Goes" / "Anything You Can Do"
- "You Can't Stop the Beat"

## Hrají
| Dianna Agron      | Quinn Fabray          |
| Chris Colfer      | Kurt Hummel           |
| Darren Criss      | Blaine Anderson       |
| Jane Lynch        | Sue Sylvester         |
| Jayma Mays        | Emma Pillsburry       |
| Kevin McHale      | Artie Abrams          |
| Lea Michele       | Rachel Berry          |
| Cory Monteith     | Finn Hudson           |
| Heather Morris    | Brittany Pierce       |
| Matthew Morrison  | William Schuester     |
| Amber Riley       | Mercedes Jones        |
| Naya Rivera       | Santana Lopez         |
| Mark Salling      | Noah „Puck“ Puckerman |
| Harry Shum mladší | Mike Chang            |
| Jenna Ushkowitz   | Tina Cohen-Chang      |

## Natáčení
První den natáčení epizody byl 9. srpna 2011, ačkoliv někteří herci byli zavoláni již den předem, aby nahráli hudební čísla. Tvůrce seriálu, Ryan Murphy, si uvědomil, že finalistka reality show The Glee Project, Lindsay Pearce, by byla ideální pro již napsanou roli v epizodě, ale natáčení muselo začít ještě před odvysíláním finále reality show, které bylo až 21. srpna 2011 a bylo by tedy prozrazeno, že vyhrála účinkování v Glee na dvě epizody. Snažili se "co nejvíce zpozdit" natáčení a "proplížili ji přes zvukovou scénu, aby ji nikdo nepoznal". V podpoře tohoto tajemství bylo její jméno vynecháno z tiskové konference Foxu pro tuto epizodu. Podle Ley Michele natáčení této epizody skončilo dne 19. srpna 2011.
Mezi vedlejší role, které se v této epizodě objeví, patří bývalá členka sboru Lauren Zizes (Ashley Fink), ředitel Figgins (Iqbal Theba), fotbalová trenérka Shannon Beiste (Dot Jones), roztleskávačka Becky Jackson (Lauren Potter), školní reportér Jacob Ben Israel (Josh Sussman) a televizní moderátoři zpráv, Rod Remington (Bill A. Jones) a Andrea Carmichael (Earlene Davis). Byly představeny tři nové vedlejší postavy: fotbalový hráč Shane (LaMarcus Tinker), který je novým přítelem sboristky Mercedes Jones (Amber Riley), Sugar Motta (Vanessa Lengies) a Lindsay Pearce jako Harmony. S touto epizodou byli také mezi hlavní postavy povýšeni Harry Shum mladší jako Mike Chang a Darren Criss jako Blaine Anderson a přidali se k hlavnímu obsazení seriálu, zatímco Jessalyn Gilsig a Mike O'Malley, kteří hrají Willovu bývalou manželku Terri Schuester a Kurtova otce Burta Hummela, už od této epizody nepatří mezi hlavní postavy. Gilsig byla v hlavním obsazení po dvě série a její změna byla předem nahlášena. O'Malleyho změna sice nebyla ohlášena, ale a tiskové konferenci Foxu byl k druhé epizodě třetí epizodě uveden již jako hostující hvězda, stejně jako v první sérii. Herečka Barbara Tarbuck v epizodě hostuje jako Nancy Bletheim, učitelka geometrie na McKinleyově střední.
Epizoda obsahovala sedm hudebních cover verzí. Dvě z nich jsou ve formě mashupu písní "Anything Goes" ze stejnojmenného muzikálu a "Anything You Can Do" z muzikálu Annie Get Your Gun a hlavní hlas zde zpívá Lindsay Pearce. Mezi další patří "You Can't Stop the Beat" z muzikálu Hairspray a "We Got the Beat" od skupiny The Go-Gos, obě zpíval sbor New Directions; dále "Ding-Dong! The Witch Is Dead" z filmu The Wizard of Oz (zpívali ji Barbra Streisand a Harold Arlen na Duetovém albu Straisand), kterou zpívali Michele a Colfer; píseň Toma Jonese, "It's Not Unusual", kterou zpíval Criss; a "Big Spender" z muzikálu Sweet Charity, což zazpívala Lengies. Všechny písně s výjimkou "Big Spender" byly vydány jako singly a jsou také dostupné ke stažení.